# Autoridad del Canal de Suez
La Autoridad del Canal de Suez (en inglés, Suez Canal Authority) es una entidad estatal propietaria del canal de Suez y que se encarga de su dirección y mantenimiento. Fue creada por Egipto para sustituir a la Suez Canal Company en la década de 1950, tras la crisis de Suez.

## Fundación y organización
La Autoridad del Canal de Suez (SCA por sus siglas en inglés) es una entidad independiente con personalidad jurídica. Fue fundada el 26 de julio de 1956 tras la firma del acta de nacionalización por el presidente egipcio Gamal Abdel Nasser. El acta, a su vez, nacionalizó la Suez Canal Company y transfirió todos sus activos y empleados a la nuevamente creada SCA.
La sede central se encuentra en la ciudad egipcia de Ismailía. También se sigue utilizando el edificio administrativo de la antigua Suez Canal Company, situado en Port Said. Su consejo directivo consta de 14 personas, incluyendo al presidente y director gerente.

## Presidentes de la Autoridad del Canal de Suez
Desde su nacionalización (1956- actualidad):
- Helmy Bahgat Badawi (26 de julio de 1956 - 9 de julio de 1957)
- Mahmoud Younis (10 de julio de 1957 - 10 de octubre de 1965)
- Mashhour Ahmed Mashhour (14 de octubre de 1965 - 31 de diciembre de 1983)
- Mohamed Ezzat Adel (1 de enero de 1984 - diciembre de 1995)
- Ahmed Ali Fadel (22 de enero de 1996 - agosto de 2012)
- Mohab Mamish (agosto de 2012 - agosto de 2019)
- Osama Mounir Rabie (agosto de 2019 - actualidad)